# Оук Појнт (Тексас)
Оук Појнт (енгл. Oak Point) град је у америчкој савезној држави Тексас. По попису становништва из 2010. у њему је живело 2.786 становника.

## Демографија
Према попису становништва из 2010. у граду је живело 2.786 становника, што је 1.039 (59,5%) становника више него 2000. године.
| Група             | 2000.         | 2010.         |
| Белци             | 1.558 (89,2%) | 2.255 (80,9%) |
| Афроамериканци    | 18 (1,0%)     | 66 (2,4%)     |
| Азијати           | 4 (0,2%)      | 22 (0,8%)     |
| Хиспаноамериканци | 127 (7,3%)    | 398 (14,3%)   |
| Укупно            | 1.747         | 2.786         |